# Eduard Müller (politico)
Eduard Müller (Oberwart, 31 agosto 1962) è un politico austriaco, ministro delle finanze oltreché ministro del servizio civile e dello sport nel governo Bierlein.

## Biografia
Müller è nato a Oberwart e ha frequentato la scuola elementare a Rumpersdorf prima di frequentare la Handelsakademie, una scuola superiore professionale per affari e commercio. Si è laureato presso la Handelsakademie nel 1981 e ha lavorato come ispettore fiscale a Oberwart fino al 1994. Ha iniziato i suoi studi all'Università di Hagen con una specializzazione in economia. Ha ricevuto un Diplom-Kaufmann nel 1994 e un Master in Business Administration nel 2012.
Nel 1994 si è trasferito alla direzione finanziaria di Vienna e poi al ministero delle finanze nel 1997. Dal 2001 al 2005 è stato il capo del progetto di riforma del Ministero delle finanze e dal 2002 al 2013 ha guidato l'amministrazione fiscale e doganale presso il Ministero delle finanze. Nel novembre 2013 è diventato amministratore delegato di Linde Publishing per il quale è autore di numerose pubblicazioni specializzate in diritto tributario come SteuerSparBuch (Tax Savings Book) per coloro che pagano l'imposta sui salari o che sono lavoratori autonomi. È tornato al Ministero delle finanze nell'ottobre 2015 quando, l'allora ministro delle finanze, Hans Jörg Schelling lo ha nominato capo sezione. Nello stesso anno ricoprì la carica di presidente della commissione federale per i revisori dei conti e dei professionisti fiscali, nonché del vice segretario generale del Ministero delle finanze.

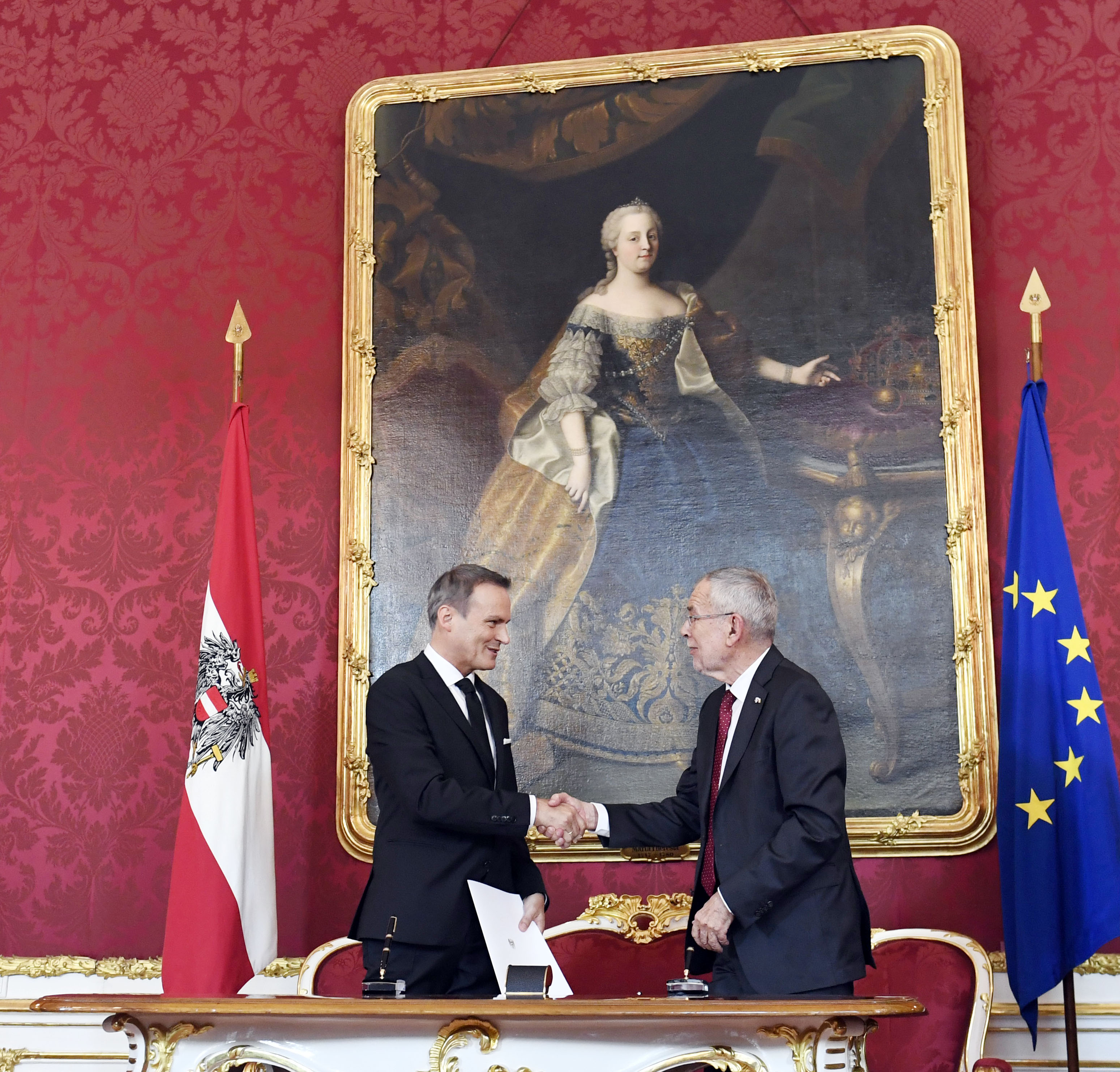
Eduard Müller (a sinistra) al suo giuramento con il presidente austriaco Alexander Van der Bellen (2019)

Dal 3 giugno 2019 Müller è ministro delle finanze austriaco nel governo di Bierlein . Ha anche il compito di gestire il Ministero del servizio civile e dello sport.

## Altre attività

### Organizzazioni dell'Unione Europea
- Banca europea per gli investimenti (BEI), membro d'ufficio del consiglio di amministrazione (dal 2019)[9]
- European Stability Mechanism (ESM), membro del consiglio di amministrazione (dal 2019)[10]

### Organizzazioni internazionali
- Asian Development Bank (ADB), membro d'ufficio del consiglio di amministrazione (2019-2020)
- Asian Infrastructure Investment Bank (AIIB), membro d'ufficio del consiglio di amministrazione (2019-2020)[11]
- Inter-American Investment Corporation (IIC), membro d'ufficio del consiglio di amministrazione (2019-2020)[12]
- Comitato congiunto Banca mondiale per lo sviluppo del FMI, presidente (2019-2020)[13]
- Agenzia multilaterale di garanzia degli investimenti (MIGA), Gruppo Banca mondiale, membro d'ufficio del consiglio di amministrazione (2019-2020)[14]
- Banca mondiale, membro d'ufficio del consiglio di amministrazione (2019-2020)[15]

### Organizzazione no profit
- Fondo nazionale della Repubblica d'Austria per le vittime del nazionalsocialismo, membro d'ufficio del consiglio di fondazione[16]

## Vita privata
Suo fratello, Wilhelm Müller, è sindaco di Weiden bei Rechnitz.